# Coniopholis capensis
Coniopholis capensis är en skalbaggsart som beskrevs av Nonfried 1906. Coniopholis capensis ingår i släktet Coniopholis och familjen Melolonthidae. Inga underarter finns listade i Catalogue of Life.